# Pospolitost
Pospolitost nebo také společenství (německy Gemeinschaft) je sociální útvar, spočívající na kladných a spontánních citových vazbách mající svůj původ v rodinném soužití. Intimita osobních vazeb je umožněná malým rozsahem skupin a podobnými zájmy všech jejích členů, kteří kooperují v rámci celku.
Pospolitost můžeme tedy chápat jakožto seskupení minimálně tří jedinců na základě jednotlivých pojících faktorů. Takovýmto pojícím faktorem může být například styl života jedinců, oblast ve které žijí, názory které zastávají, příbuzenské vztahy, náboženské vyznání, věk a mnoho dalších.
Díky těmto různorodým faktorům můžeme tedy rozlišovat druhy pospolitosti typu pár (dva a více jedinci spojení manželským svazkem, sexuálním vztahem, přátelstvím atp.), generace (jedinci zhruba stejně staří s odchylkou pěti let), komunita (pospolitost lidí žijících v jedné oblasti stejným či podobným způsobem života), dav (náhodně či účelové shromáždění velké skupiny lidí na jednom místě, vyznávajících stejný názor, typická je pro dav anonymita jedince a snížená odpovědnost za své chování). Na rozdíl od davu, který je zejména koncentrován na jednom místě můžeme vymezit i pojem masové chování, kdy jsou jedinci rozptýleni, ale chovají se stejně - například nákupní šílenství před Vánoci, či o povánočních slevách.
Dalo by se říci, že specifickou pospolitostí generace je mládež - tj. jedinci, kteří se již svým chováním snaží vymezit vůči rodičům a dostat se ze škatulky dítě ale stále nejsou společností považováni za dospělé). Dále můžeme rozlišovat například publikum či veřejnost kdy za veřejnost mohou být považováni například obyvatelé jedné obce či městské části - spojuje je jednak lokalita, ve které žijí, ale také společné lokální problémy. Publikum je naopak seskupení jedinců, kteří se sešli za stejným účelem (sledování divadelní hry, filmu v kině), jež spojuje například podobný druh humoru, oblíbený žánr atp. Nesmíme zapomenout  ani na společenský okruh což je v podstatě náhodné sdružení osob, které se setkávají více či méně pravidelně a spojují je více či méně silné vazby. Například bývalí spolužáci ze střední školy, kolegové co s vámi nesedí v kanceláři, ale potkáváte je pravidelně na obědě či ve výtahu atp. Posledním druhem je účelové sdružení, které je velmi častou formou pospolitosti v jejichž vztazích dominuje účelovost, dosažení prospěchu či užitku.

## Původ
Významný německý sociolog Ferdinand Tönnies definoval roku 1887 dvě základní formy lidského soužití. Pospolitost (Gemeinschaft), která je charakteristická pro tradiční společnosti. Druhý typ označoval jako společnost (Gesellschaft). Společnost je typická pro moderní dobu. Oproti pospolitosti je založená na množství neosobních vazeb, které jedinci utvářejí na základě chladné kalkulací zisku, jenž je hlavním motivem jejích jednání. Lidé se sobě navzájem odcizují a každý chápe druhého jen jako nástroj k dosažení cílů.